# 디펜더스 (마블 코믹스)
디펜더스(Dipenders)는 마블코믹스의 가상의 동명의 히어로팀이다. 데어데블, 루크케이지 등으로 이루어져 있다. 주로 아시아 사람이다.

## 팀원
- 데어데블
- 소드 마스터
- 엘렉트라
- 아이언 피스트
- 루크케이지

## 같이 보기
- 어벤져스